# سنفية
سنفية (الاسم العلمي: Epilobium) هو جنس نباتي يتبع فصيلة الأخدرية من رتبة الآسيات.

## الأنواع
- سنفية أرفرنية
- سنفية أسطوانية
- سنفية أطلسية
- سنفية أليفة الحرارة
- سنفية أناضولية
- سنفية بنطسية
- سنفية تايوانية
- سنفية تبتية
- سنفية تركستانية
- سنفية تسمانية
- سنفية تيانشانية
- سنفية ثلجية
- سنفية جبلية
- سنفية جزيرية
- سنفية جليدية
- سنفية جنوبية
- سنفية خلابة
- سنفية رائعة
- سنفية رأس الرجاء
- سنفية زرقَاء
- سنفية زغبية
- سنفية سبخية
- سنفية سيكيمية
- سنفية صغير الأزهار
- سنفية صلبة
- سنفية ضيقة الأوراق
- سنفية قصيرة الساق
- سنفية مستديرة الأوراق
- سنفية مشعرة
- سنفية مكسيكية
- سنفية ملطخة
- سنفية منحنية
- سنفية هندية
- سنفية وردية